# Геррозавр великий
Геррозавр великий (Gerrhosaurus major) — представник роду геррозавр з родини Геррозаврів. Має 2 підвиди. Інша назва «суданський геррозавр».

## Опис
Загальна довжина досягає 55 см. Голова коротка, спереду закруглена. Тулуб масивний, сплощений, кінцівки короткі, сильні. Хвіст товстий, становить приблизно 2/3 довжини тіла. Очі великі, темні. Луска велика, на спинній стороні прямокутної форми, кілевата, розташована правильними поперечними рядками. На череві луска черепицеподібна. З боків тягнуться глибокі поздовжні складки шкіри. Забарвлення жовте або світло-коричневе з чорним крапом, утвореним чорними плямами на кожній лусочці. Кількість чорного збільшується від голови до хвоста. З боків шиї та на горлі охристе або червонувате легке забарвлення. 

## Спосіб життя
Полюбляє прибережні ліси, зарості чагарників, савани, кам'янисті передгір'я з багатою рослинністю. Ховається серед каміння, впалими стовбурами, біля коріння дерев. Харчується комахами. 
Це яйцекладна ящірка. Самиця відкладає 2—3 яйця.

## Розповсюдження
Це ендемік Африки. Мешкає на південь від Сахари. 

## Підвиди
- Gerrhosaurus major major
- Gerrhosaurus major bottegoi